# F-19
La designazione F-19 per un aeroplano da caccia degli Stati Uniti d'America non risulta assegnata. Questo fatto ha generato negli anni numerose speculazioni sul fatto che questa designazione possa riferirsi, od essersi riferita, ad un particolare velivolo ancora classificato.
Dall'unificazione del sistema identificativo avvenuta nel 1962 (prima di allora US Army, US Air Force e US Navy si regolavano diversamente), i caccia USA vengono denominati con numeri consecutivi, a cominciare dal North American F-1 Fury sino ad arrivare al Northrop-McDonnell Douglas YF-23. La designazione F-13 non è stata assegnata per motivi legati alla superstizione e, dopo il McDonnell Douglas F/A-18 Hornet, è stata la volta del Northrop F-20 Tigershark.
La teoria che prevalse negli anni '80, tale perché non confermata da alcuna fonte del governo degli Stati Uniti, affermava che la designazione era stata assegnata ad un aereo "invisibile", dato che lo sviluppo di un nuovo caccia denominato stealth fighter (caccia "furtivo", "celato") era un segreto di Pulcinella all'interno della US Air Force. Nel 1986 la Testor Corporation fece uscire sul mercato un aeromodello, in scatola di montaggio, chiamato F-19 Stealth Fighter. Questo modello vendette sorprendentemente bene e presto divenne il più venduto di sempre, strappando subito il primato al modello della AMT della USS Enterprise (NCC-1701) di Star Trek, il quale aveva 20 anni dietro di sé. Il grande successo del primo modello invitò la Testors a farne uscire un secondo, altrettanto fantasioso, della controparte del blocco sovietico, il Mikoyan Gurevich MiG-37B Ferret E e di conseguenza anche un elicottero stealth, lo Stingbat LHX. Il disegno del modello della Testor venne poi usato per la linea di giocattoli GI Joe.
Nello stesso anno il romanzo di Tom Clancy, Uragano Rosso, menziona un F-19 Ghostrider. Presa dal mito, la solitamente accurata guida Jane's Information Group pubblicò un articolo sull'F-19, con uno schizzo molto vicino alla linea del modellino della Testors, su Jane's All the World's Aircraft 1986-1987. In aggiunta nell'edizione del 1987-1988 menzionava l'aereo come "Lockheed Corporation RF-19" ed "XST", descrivendo invece i progetti Have Blue e Lockheed F-117 Nighthawk.
Nel 1988 la Microprose rilasciò un simulatore di volo intitolato F-19 Stealth Fighter, il quale resta ancora oggi il solo prodotto riguardante questo tipo di velivoli. Il simulatore dava la possibilità di pilotare sia l'F-19 (che aveva la medesima linea del modellino) che l'F-117.
Quando il vero stealth fighter fu mostrato al pubblico, nel 1988, fu chiamato F-117 Nighthawk. Non è motivata ufficialmente nemmeno questa strana numerazione; d'altra parte Joe Baugher afferma che i primi manuali riportavano la dicitura F-117 sulla copertina e tale designazione rimase, malgrado la connessione con le vecchie designazioni dell'aeronautica (l'ultimo numero ufficialmente assegnato della vecchia serie era quello del General Dynamics F-111).
Ad un certo punto un portavoce del Dipartimento della Difesa degli Stati Uniti dichiarò che la mancata assegnazione della sigla F-19 era dovuta al fatto che questa poteva generare confusione con quella del MiG-19, ma non sembra che questa stessa motivazione abbia impedito l'impiego dei numeri 17, 21 e 23.
Un'altra possibilità è che non vi sia stato alcun F-19 e che sia stata una espressa richiesta della Northrop quella di assegnare la sigla F-20 al Tigershark o per usare un numero pari (al contrario dei MiG che, come tutti i velivoli da caccia sovietici, usano numeri dispari), o per avere il primo numero di una nuova generazione. Vi è stato un precedente in tal senso, durante la seconda guerra mondiale, quando la General Motors fece saltare la sigla P-74 per usare la successiva P-75 per il suo nuovo caccia.
Bisogna infine notare che Jane's ha iniziato a riferirsi ad un progetto di caccia della Lockheed con la sigla F-19 già nel 1984. È probabile che questa fosse stata la designazione iniziale dell'F-117, poi non usata.
Tuttavia il mito dell'aereo F-19 continuò per anni; il nome fu usato anche nel film Godzilla per indicare caccia d'attacco usati per colpire la creatura; uno di essi distrugge volontariamente il Madison Square Garden con un missile AGM-84 Harpoon.